# 아프리카계 미국인
아프리카계 미국인(영어: African American) 또는 미국 흑인(영어: Black American)은 미국에서 흑인의 혈통을 가진 사람을 말한다. 이들은 영어로 Afro-American이라고도 불린다. 아프리카계 미국인들 중에는 아프리카인의 혈통 외에 유럽인 등 다른 계통도 섞여 있는 경우도 많으며, 부분적으로 아프리카계 혈통을 가지고 있으나 흑인으로서의 정체성을 가지지 않는 사람도 있다.
미국 건국 이래 미국에서 백인을 제외한 가장 큰 소수 민족이었으나, 히스패닉계에 밀려 현재는 약 13%를 차지하는 3번째 규모의 인종 집단이다. 1790년대 이들은 미국 인구의 19.3%까지 달했지만 이후 서서히 줄어들기 시작했다. 아프리카계 미국인들은 역사적으로 미국 남부에 가장 많이 거주하고 있으나, 흑인 대이동 이후 북부(중서부 포함)와 태평양 지역의 공업 도시들로도 인구가 확산되었다.
상당수가 노예로서 아프리카로부터 강제이주된 사람의 후손으로 이루어져 있으며, 이들은 1860년대 노예제가 완전히 철폐된 이후에도 지속적인 인종 차별의 대상이 되었다. 현재 미국에서의 인종 차별은 많이 줄어들었으나 여전히 경제적으로 고전중이다. 현재 아프리카계 미국인들의 평균 연봉은 백인들의 65%에 불과하다. 정치계에서도 이들의 숫자는 적은데, 2008년 버락 오바마가 아프리카계로는 사상 처음으로 미국에서 가장 높은 자리인 대통령에 당선되어 중대한 변화가 시작되었으나 2009년 당시 기준으로 연방 상원 의원으로 재직한 적이 있는 흑인은 6명에 불과했다.
아프리카계 미국인들의 음악은 이들이 미국 문화에 끼친 가장 큰 영향중에 하나다. 랩, 힙합, R&B, 소울 장르들은 현대에 와서 미국 전체에서 인기를 얻으며 대중음악이 되었다. 록앤롤, 재즈, 블루즈, 펑크 역시 아프리카계 미국인 문화에서 비롯하였다.

## 명칭
미국에서 이 명칭은 사하라 이남 아프리카 혈통의 사람에게만 주로 쓰인다. 따라서, 이 명칭은 남아프리카 공화국 출신 백인이나 모로코와 이집트, 리비아, 튀니지, 알제리, 모리타니 출신의 아랍인들에는 거의 쓰이지 않는다.
이들은 한 때 "Negro"라고 불렸으나 1970년대쯤 백인들의 억압의 상징으로 보아서 이 명칭은 서서히 인기를 잃었고 현재 경멸적인 말로 여겨져 사용되지 않는다. 1960년 Black Power 운동의 영향으로 검은 피부를 강조하여 당시 단순히 흑인(Black)이라는 명칭을 지지하기 시작했다. 1980년대 들어서는 정치적 중립성을 위해 다른 계통 미국인 명칭의 예를 차용하여 본격적으로 아프리카계 미국인(Afro-American)이라는 단어를 쓰기 시작했다.

## 각 주의 흑인 비율

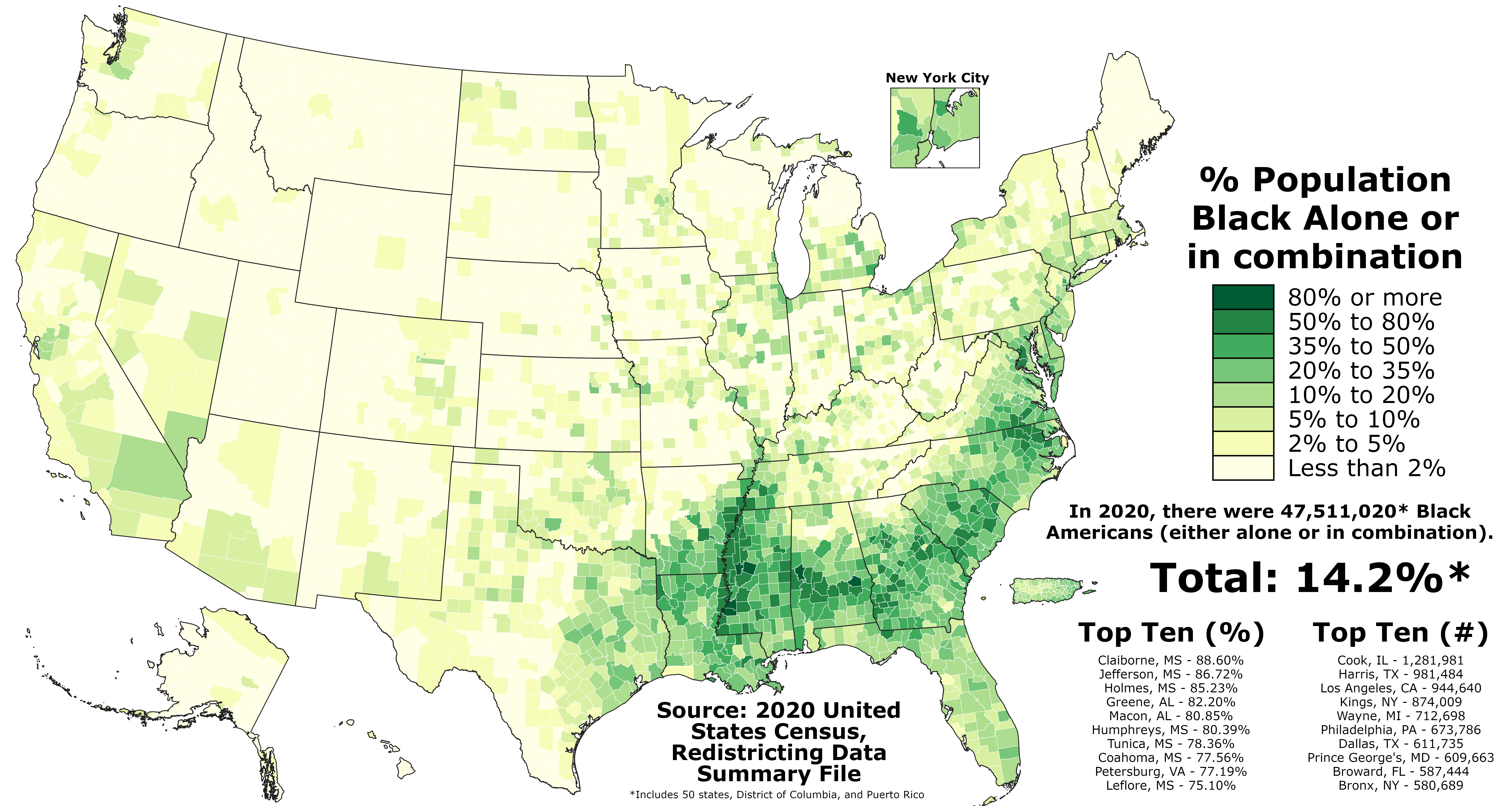
2020년 미국 인구 조사에 따르면 50개 주, 콜롬비아 특별구, 푸에르토리코의 각 카운티에서 아프리카계 미국인의 비율

| 지역               | 비율    |
| ------------------ | ------- |
| 미시시피주         | 37.18 % |
| 루이지애나주       | 31.98 % |
| 조지아주           | 30.02 % |
| 메릴랜드주         | 29.47 % |
| 사우스캐롤라이나주 | 28.48 % |
| 앨라배마주         | 26.38 % |
| 델라웨어주         | 26.38 % |
| 노스캐롤라이나주   | 21.60 % |
| 버지니아주         | 19.91 % |
| 뉴욕주             | 17.25 % |
| 테네시주           | 16.78 % |
| 플로리다주         | 15.91 % |
| 아칸소주           | 15.76 % |
| 일리노이주         | 14.88 % |
| 뉴저지주           | 14.46 % |
| 미시간주           | 14.24 % |
| 오하이오주         | 12.04 % |
| 텍사스주           | 11.91 % |
| 미주리주           | 11.49 % |
| 펜실베이니아주     | 10.79 % |
| 코네티컷주         | 9.34 %  |
| 인디애나주         | 9.07 %  |
| 오클라호마주       | 8.62 %  |
| 네바다주           | 8.13 %  |
| 켄터키주           | 7.71 %  |
| 캘리포니아주       | 6.67 %  |
| 위스콘신주         | 6.30 %  |
| 미네소타주         | 5.40 %  |
| 매사추세츠주       | 5.23 %  |
| 캔자스주           | 5.08 %  |
| 네브래스카주       | 4.52 %  |
| 애리조나주         | 4.16 %  |
| 콜로라도주         | 4.00 %  |
| 웨스트버지니아주   | 3.40 %  |
| 워싱턴주           | 3.29 %  |
| 아이오와주         | 2.90 %  |
| 오리건주           | 1.32 %  |

## 차별 문제

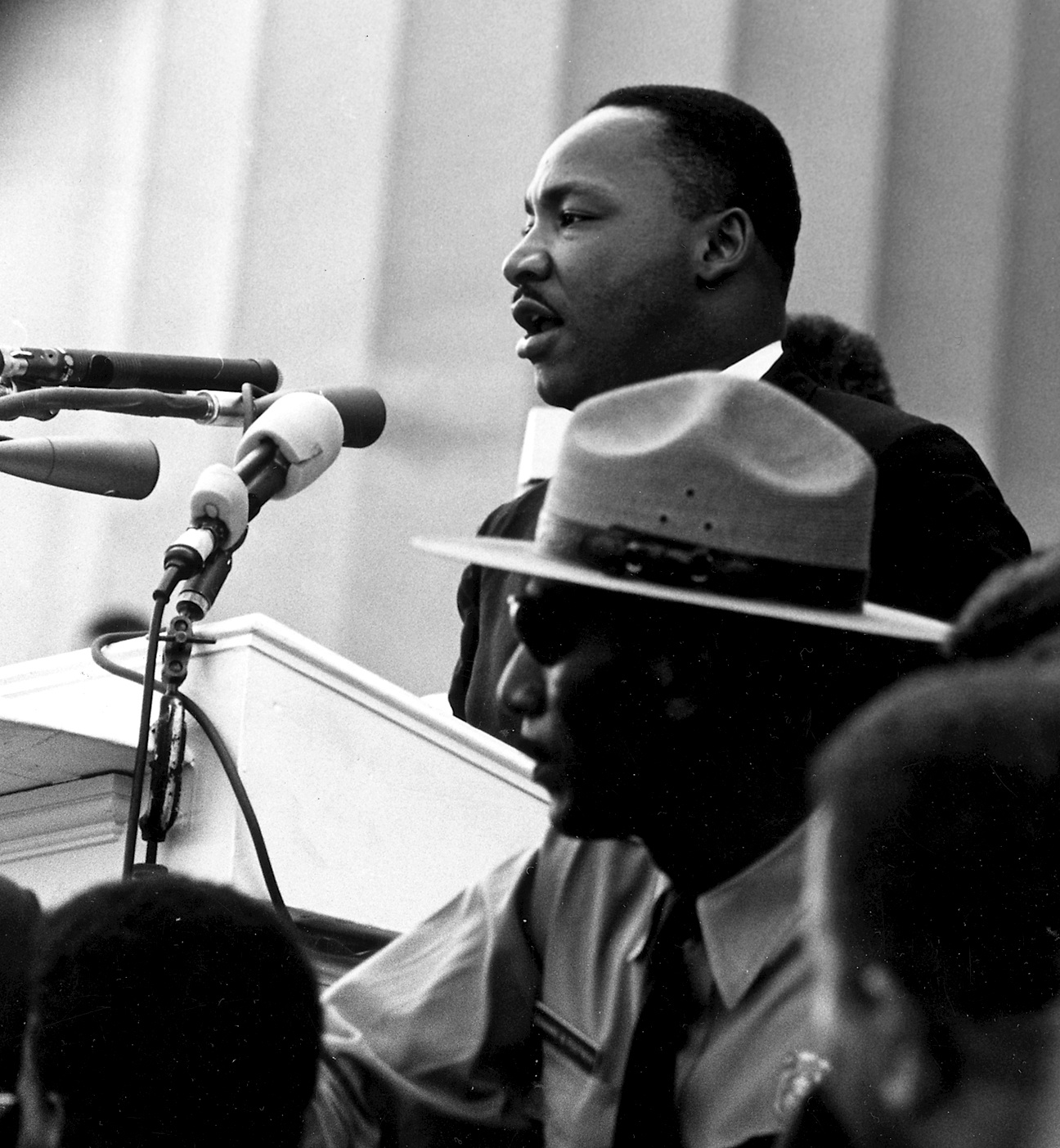
흑인인권 운동을 이끌었던 마틴 루터 킹 2세.

흑인들은 여러 가지 면에서 사회적인 차별을 받는다고 여겨진다. 원래 흑인들은 대부분 노예로서 미국에 온 사람들의 자손들로서 그들 대부분은 미국 남부에 거주하고 있었다. 그러다가 제1·2차 세계대전이 일어나고 공업이 부흥하면서 많은 흑인들이 일자리를 찾아 미국의 북부 및 태평양 연안으로 이동하는 흑인 대이동 현상이 일어났고 그곳에도 지역적으로 '흑인 밀집지대'가 탄생하였다. 1900년에만 해도 흑인인구의 90%가 남부에 거주하고 있었지만 1960년에 이르러선 남부에 거주하는 자는 60%로 낮아졌다. 미국이 제2차 대전을 치르는 동안 노동력의 부족을 흑인들로 메꾼 결과, 일부 흑인들은 경제적 지위의 향상을 얻었지만 아직까지도 남부는 말할 것도 없고 미국 전체의 흑인들은 법률적·경제적·사회관습면 등에서 많은 차별대우를 받고 있다. 흑인의 실업률은 항상 백인들의 2배를 넘고 흑인 노동자는 "맨 먼저 해고당하고 맨 마지막으로 고용된다"는 말이 나올 정도이다. 20세기까지도 대부분의 주에서 흑인은 백인과의 결혼이 법률로써 금지되어 있었을 뿐만 아니라, 교회에서까지 흑백분리가 행하여지고 있었다.
흑인의 해방 운동은 제2차 세계대전 이후에 왕성해졌으며, 최초의 대운동은 마커스 가비가 부르짖은 '아프리카로 돌아가자'는 운동이었다. 이때부터 진보적인 백인과 흑인이 모여 1909년에는 전국 유색인종 향상협회(NAACP)를 창립하고 흑인의 차별철폐 운동을 시작하였다. 특히 1954년에 연방최고재판소에서 내린 흑인분리교육 위헌 판결은 흑인의 권리옹호 투쟁에 있어서 중대한 승리였다. 처음에는 소수의 북부 흑인단체나 몇몇 진보적인 백인이 한정된 투쟁을 벌였던 것이 그 이후부터는 남부 흑인 대중에 의한 투쟁으로 크게 확대되었다. 1957년의 리틀 록 고등학교 사건과 1963년의 버밍햄 대학 사건 등 차별교육 반대투쟁은 때때로 흑인대중과 남부 차별주의자와의 사이에 무력형태의 투쟁으로 번졌다. 1963년 8월에는 워싱턴에서 '직업과 자유를 위한 행진'이 행하여졌다. 그러나 1964년 8월에 있었던 뉴욕의 할렘폭동 이래 해마다 '길고 무더운 여름(케네디 대통령의 말)'이 되풀이될 때마다 수많은 도시의 슬럼가에서 흑인폭동 사건이 발생했다. 1967년 여름에는 디트로이트, 시카고를 비롯하여 미국의 각 지역에 광범하게 폭동이 파급되었다. 1950년대로부터 1963년 전반기에 이르는 동안에 흑인차별법이 차차 철폐되고 1964년에는 공민권법(公民權法)이 성립되었지만 오히려 흑인폭동은 한층 광폭화·과격화 양상을 나타내고 있는 실정이다. 그 원인은 여러 가지를 들 수 있겠으나, 가령 법률상의 차별이 철폐된다 하더라도 주거·직업·군대 등에서 사실상의 차별은 뿌리 깊게 남아 있어서 흑인들의 불만을 쉽게 해소시킬 수가 없었기 때문이다.

## 혈통
최근의 유전학적 연구에 의하면 아프리카계 미국인은 평균적으로 73.2–82.1%의 서아프리카계 혈통, 16.7%–24%의 유럽계 혈통, 0.8–1.2%의 아메리카 원주민 혈통을 가지고 있으며, 다만 개인별로 차이가 크게 드러난다.

## 같이 보기
- 아프리카계 미국인의 역사
- 정치적 올바름(PC)
- 재외 아프리카인